# Статистична служба Канади
Статистична служба Канади (англ. Statistics Canada, фр. Statistique Canada) — національний орган статистики Канади, федеральна урядова агенція, утворена в 1971 році, метою якої є збір та обробіток статистичних даних, задля покращеного розуміння та відслідковування ситуації в Канаді щодо демографії, соціальної сфери, культури, економіки та корисних копалин. Також щодо бюро, на офіційному рівні, вживається скорочення СтатКан (англ. StatCan).
На міжнародному рівні організація користується значним авторитетом за високу якість своїх даних, та ретельної методології. Журнал «Економіст» (англ. "The Economist") неодноразово визнавав найкращою статистичною організацією планети, зокрема в 1991 та 1993 роках: «Good Statistics surveys».
Статистична інформація збирається та аналізується і по кожній провінції окремо і на федеральному рівні. Збір статистичних даних відбувається за 350 аспектами, також агенція кожні 5 років проводить загальні переписи населення в 1-й та 6-й рік кожного десятиліття. До 1956 переписи проводилися раз на десятиліття в 1-й рік кожної декади. Останній перепис населення відбувся у травні 2011 року. Від часу попереднього перепису, який відбувся 16 Травня 2006 року анкету можна заповнювати через мережу Інтернет. Наступний заплановано на Травень 2016 року.

## Історія
Агенція створена в 1971 році, та замінила «Статистичне бюро домініону», що існувало з 1918 року.
21 Липня 2010 Мунір Шейх, керівник служби подав у відставку протестуючи проти закону, що дозволив відмовлятися від заповнювання великої анкети, що розсилається певному відсотку населення для детальнішого дослідження, на його місце було призначено виконуючого обов'язки — Уейна Сміта, який обіймає посаду дотепер.

## Очільники
| Ім'я                                       | Період        | Посада                                                                    |
| ------------------------------------------ | ------------- | ------------------------------------------------------------------------- |
| Роберт Г. Коатс англ. Robert H. Coats      | 1918 - 1942   | керівник Статистичного бюро домініону                                     |
| Седлі А. Кудмор англ. Sedley Cudmore       | 1942 - 1945   | керівник Статистичного бюро домініону                                     |
| Герберт Маршал англ. Herbert Marshall      | 1945 - 1956   | керівник Статистичного бюро домініону                                     |
| Вольтер Е. Даффетт англ. Walter E. Duffett | 1957 - 1972   | керівник Статистичного бюро домініону керівник Статистичної служби Канади |
| Сильвія Острі англ. Sylvia Ostry           | 1972 - 1975   | керівник Статистичної служби Канади                                       |
| Пітер Дж. Кірхем англ. Peter G. Kirkham    | 1975 - 1980   | керівник Статистичної служби Канади                                       |
| Джеймс Л. Фрай англ. James L. Fry          | 1980 - 1980   | в.о. керівника Статистичної служби Канади                                 |
| Мартін Б. Уілк англ. Martin Wilk           | 1980 - 1985   | керівник Статистичної служби Канади                                       |
| Іван Б. Фелледжі англ. Ivan Fellegi        | 1985 - 2008   | керівник Статистичної служби Канади                                       |
| Мунір Шейх англ. Munir Sheikh              | 2008 - 2010   | керівник Статистичної служби Канади                                       |
| Уейн Сміт англ. Wayne Smith                | 2010 - донині | в.о. керівника Статистичної служби Канади                                 |